# Mark Cojuangco
Marcos Juan Bruno Oppen Cojuangco, detto Mark (Manila, 6 ottobre 1957), è un politico e imprenditore filippino.

## Biografia
Nasce a Manila, primogenito di Eduardo Cojuangco Jr. e Soledad "Gretchen" Oppen-Cojuangco, quest'ultima di origini spagnole e tedesche. Viene chiamato così in onore del padrino di battesimo Ferdinand Marcos, amico e alleato politico del padre.
Entra nel mondo della politica nel 2001, quando viene eletto alla Camera dei rappresentanti delle Filippine per il 5º distretto della provincia di Pangasinan, come membro della Coalizione Popolare Nazionalista. Confermato per tre mandati consecutivi, a partire dagli anni duemila si distingue per il sostegno alla riattivazione della centrale nucleare di Bataan – centrale nucleare costruita tra il 1976 e il 1984 per volontà dell'allora Presidente Ferdinand Marcos, per sopperire alle necessità energetiche delle Filippine negli anni successivi alla crisi del 1973 – incontrando tuttavia l'opposizione di movimenti antinucleari locali.

### Vita privata
Il 22 dicembre 1982 ha sposato Maria Carmen "Kimi" Shulze, anch'essa entrata nel mondo della politica e con la quale ha tre figli: Danielle, Paola ed Eduardo.